# Ale
Ale là một loại bia được ủ bằng phương pháp lên men ấm, giúp tạo ra vị đậm kèm theo các hương vị trái cây. Trong lịch sử, thuật ngữ này từng được đề cập đến một thức uống được ủ mà không có hoa bia. Ale thường được lên men ở nhiệt độ từ 15 đến 24 °C (60 và 75 °F). Ở vùng nhiệt độ này, nấm men có thể tạo ra một lượng đáng kể các este và các hương vị và mùi thơm thứ cấp. Kết quả là ale được tạo ra như một hỗn hợp có hương vị trái cây nhờ các chất tương tự như ở trong các trái cây chẳng hạn như cam chanh, táo, lê, dứa, chuối, mận, anh đào..
Như với hầu hết các loại bia, ale thường có một chất đắng để cân bằng mạch nha và đóng vai trò như một chất bảo quản. Ale ban đầu được tạo ra vị đắng với gruit, một hỗn hợp các loại thảo mộc hoặc gia vị đun sôi trong hèm bia trước khi lên men. Về sau, hoa bia đã được sử dụng để thay thế gruit làm tác nhân đắng.

## Từ nguyên học
Từ ale xuất phát từ tiếng Anh theo ngôn ngữ tổ tiên, Proto-Germanic. Tiếng Anh thuộc nhánh Tây Đức của Proto-Germanic, và một số ngôn ngữ khác trong nhánh này cũng chứng thực từ này: tiếng Hà Lan trung đại āle và ael, và từ tiếng Saxon cổ alo-fat 'ale-cup'. Từ này cũng được tìm thấy trên khắp các ngôn ngữ Bắc Đức, hầu như xuất hiện phổ biến trong các bản chữ khắc cổ dưới dạng alu, và sau đó trong tiếng Bắc Âu cổ là ǫl. Thông qua tái cấu trúc ngôn ngữ, có thể suy ra rằng hình thức tiếng Đức phổ biến của từ này là *alúþ-. Tuy nhiên, theo ấn bản thứ ba của Từ điển tiếng Anh Oxford, nguồn gốc của từ này là không chắc chắn và gây tranh cãi.
Tuy nhiên, nghiên cứu của Harald Bjorvand đã ủng hộ lời giải thích sau: từ tiếng Đức *alú-þ- có nguồn gốc từ từ Ấn-Âu **olú-t- (từ một cơ sở Ấn-Âu trước đó *h₂elut-), ban đầu có nghĩa là 'màu vàng hoặc đỏ'. Các từ Ấn-Âu khác liên quan đến gốc này bao gồm Old Indic aruṣá- ('đỏ'; r xuất phát từ một l trước đó, *alu-sá-) và elo tiếng Đức cao cổ ('vàng, vàng nhạt, vàng đỏ, tawny'). Từ Ấn-Âu *olú-t- sau đó được dùng để chỉ cụ thể đến ale vì đây là màu sắc của nó, tạo ra cả từ tiếng Đức *alú-þ- và từ Ossetic æluton. Trong tài khoản mục này, từ Ấn-Âu *olú-t- cũng được mượn vào các ngôn ngữ Phần Lan, cho olut Phần Lan và õlu Estonia. Mối quan hệ của các từ tương tự trong các ngôn ngữ Slavonic (như olu 'cider' tiếng Bulgaria cổ, tiếng Slovenia ol 'bia') và các ngôn ngữ Baltic (alus Litva, alus Latvia, 'bia', alu 'đồng cỏ' Phổ cổ) vẫn chưa được xác định một cách chắc chắn.

## Lịch sử
Ale là một đồ uống dinh dưỡng quan trọng trong thế giới từ thời Trung Cổ. Đó là một trong ba nguồn ngũ cốc chính  trong chế độ ăn uống vào đầu thế kỷ XIV ở Anh, cùng với thịt hầm và bánh mì. Các học giả tin rằng ngũ cốc chiếm khoảng 80% lượng calo của công nhân nông nghiệp và 75% cho binh lính. Ngay cả quý tộc cũng nhận được khoảng 65% lượng calo từ ngũ cốc.
Bia nhẹ có hàm lượng cồn thấp, còn được gọi là bia để bàn thường khá bổ dưỡng, chỉ chứa đủ cồn để hoạt động như một chất bảo quản, và cung cấp nước cho cơ thể mà không có tác dụng gây say. Bia nhẹ được tiêu thụ hàng ngày bởi hầu hết mọi người, kể cả trẻ em, trong thế giới thời trung cổ, với các loại bia có độ cồn cao hơn được phục vụ cho mục đích giải trí. Chi phí thấp hơn cho chủ sở hữu kết hợp với thuế thấp hơn đánh vào bia nhẹ đã dẫn đến việc người ta đã bán một số loại ale có nhãn "bia mạnh" mà thực ra bị pha lẫn với bia nhẹ.

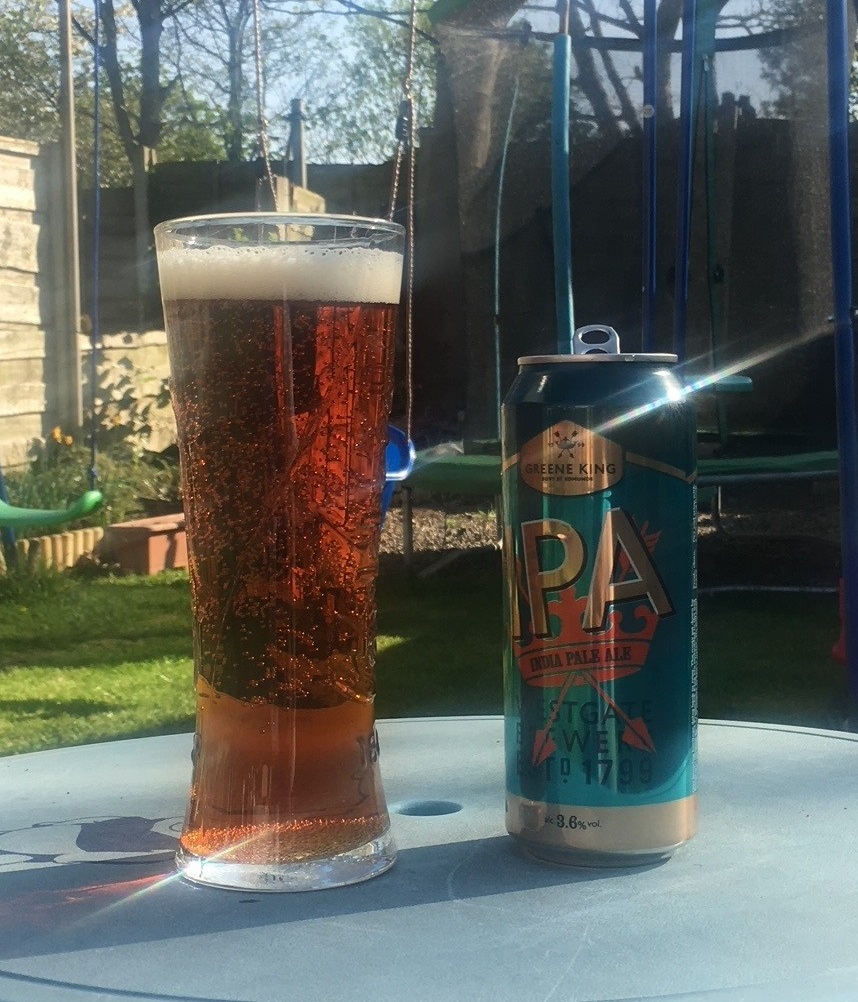
Ly bia Greene King, loại indian pale ale phổ biến ở Anh.

Các ghi chép từ thời Trung cổ cho thấy ale đã được tiêu thụ với số lượng lớn. Năm 1272, một cặp vợ chồng nghỉ hưu tại Tu viện Selby đã được tặng 2 gallon ale mỗi ngày với hai  ổ bánh mì trắng  và một ổ bánh mì nâu. Các nhà tu hành tại Tu viện Westminster tiêu thụ khoảng 1 gallon ale mỗi ngày. Năm 1299,  gia đình Henry de Lacy đã mua trung bình 85 gallon ale mỗi ngày và vào năm 1385, Lâu đài Framlingham đã tiêu thụ khoảng 78 gallon mỗi ngày.
Sản xuất ale trong thời Trung cổ là một ngành công nghiệp địa phương với nhân công chủ yếu là phụ nữ làm việc. Brewsters, hoặc alewives, sẽ sản xuất ale phục vụ gia đình và tiêu dùng ở địa phương với quy mô nhỏ bán thương mại. Brewsters cung cấp thu nhập bổ sung đáng kể cho các gia đình. Tuy nhiên, trong một số trường hợp được cá biệt, như trường hợp của các góa phụ, sản xuất ale lại đóng vai trò thu nhập chính của hộ gia đình. Trong thế kỷ 17 và 18, ale được sản xuất với độ cồn cao hơn hơn đáng kể so với ngày nay và giống như rượu lúa mạch hiện đại. Ale lúc đó thường được phục vụ trong những chiếc ly nhỏ để phù hợp hơn với  bia có nồng độ cồn cao.

## Các loại ale hiện đại

### Brown ale
Bia nâu có xu hướng được có vị đắng nhẹ và có hương vị khá nhẹ, thường có hương vị hấp dẫn. Ở miền nam nước Anh, loại bia này có màu nâu sẫm, khoảng 3-3,6% độ cồn, và khá ngọt và dễ uống trong khi ở miền bắc chúng có màu nâu đỏ, 4,5-5% và hơi khô hơn. Bia nâu Anh xuất hiện lần đầu tiên vào đầu những năm 1900, với Manns Brown Ale  và Newcastle Brown Ale là những ví dụ nổi tiếng nhất. Phong cách này trở nên phổ biến với các nhà sản xuất bia tại nhà ở Bắc Mỹ vào đầu những năm 1980; Pete's Wicked Ale là một ví dụ.

### Pale ale
Pale ale, bia nhạt, là một thuật ngữ được sử dụng cho các loại ale được làm từ mạch nha sấy khô với than cốc. Than cốc lần đầu tiên được sử dụng  để rang mạch nha vào năm 1642, nhưng mãi đến khoảng năm 1703, thuật ngữ bia nhạt – pale ale mới được sử dụng lần đầu tiên. Pale ale nhanh chóng thịnh hành ở Anh với hương vị đắng nhẹ và có mùi trái cây.

### Indian Pale Ale
Indian pale ale (IPA) xuất hiện khoảng đầu thế kỷ 19 khi các nhà máy bia ở Anh sản xuất các loại pale ale và xuất khẩu sang Ấn Độ. Việc vận chuyển ale tới Ấn Độ gặp khó trong việc giữ hương vị do thời tiết nóng và di chuyển dài ngày trên biển dẫn tới việc các nhà sản xuất bia tìm cách thay đổi thành phần nhằm giữ được hương vị, bằng cách thay đổi nồng độ cồn và bổ sung hoa bia. Sự thay đổi này tạo ra IPA có màu nhạt hơn (thường có màu hổ phách), có hương vị của nhiều loại trái cây nhiệt đới và đắng hơn so với pale ale nguyên thủy.